# Clifford Edmund Bosworth
Clifford Edmund Bosworth, Membro della FBA (Sheffield, 29 dicembre 1928 – Yeovil, 28 febbraio 2015), è stato uno storico, iranista e arabista britannico.

## Biografia

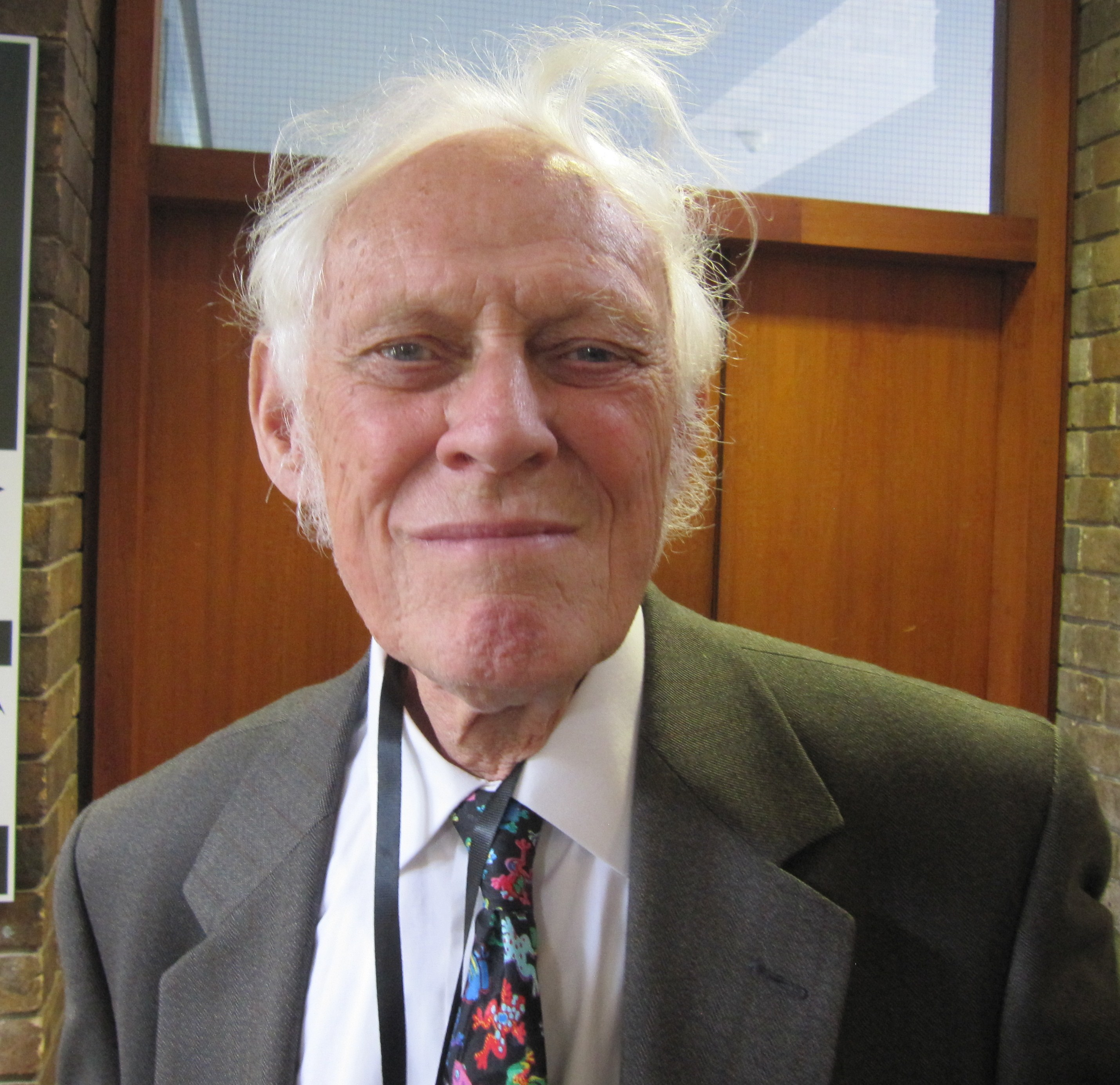
Clifford Edmund Bosworth nel 2011.

Ha conseguito il suo B.A. nella Oxford University e un M.A. e un Ph.D. nella Edinburgh University. Ha ottenuto un posto permanente di docente universitario nella St. Andrews University, nella Manchester University e presso il Center for the Humanities nella Princeton University.
È autore di circa 100 articoli pubblicati su riviste scientifiche specializzate e di numerosi saggi, monografici e non.

Ha realizzato circa 200 voci della The Encyclopaedia of Islam e quasi 100 lemmi sulla Encyclopædia Iranica, come pure sulla Encyclopædia Britannica e sulla Encyclopedia Americana. Ha tradotto in lingua inglese tre dei 30 volumi della edizione di Ṭabarī di Ehsan Yarshater, stampata per i tipi della SUNY Press di Albany.
È stato visiting professor presso la University of Exeter, dove ha occupato un posto fin dal 2004.

## Opere scelte
- The Ghaznavids, Their Empire in Afghanistan and Eastern Iran 994-1040, Edimburgo, Edinburgh University Press, 1963
- The Islamic dynasties, a chronological and genealogical handbook, Edimburgo, Edinburgh University Press, 1967
- Sīstān under the Arabs, from the Islamic conquest to the rise of the Ṣaffārids (30-250/651-864), Roma, IsMEO, 1968
- The medieval history of Iran, Afghanistan and Central Asia, Londra, Variorum, Collected Studies Series, 1977
- Medieval Arabic culture and administration, Londra, Variorum, Collected Studies Series, 1982
- The Arabs, Byzantium and Iran.  Studies in early Islamic history and culture, Aldershot, Variorum, Collected Studies Series, Ashgate Publishing, 1996
- The New Islamic dynasties.  A chronological and genealogical manual, Edimburgo, Edinburgh University Press, 1996